# Utricularia triloba
Utricularia triloba  es una especie botánica de pequeña planta carnívora anual, terrestre,  del género Utricularia en la familia de las Lentibulariaceae). 

## Distribución
Es nativa de Centro y Sudamérica en  Argentina, Belice, Bolivia, Brasil, Colombia, Guayana Francesa, Guyana, Paraguay, Perú, Surinam y  Venezuela.

## Taxonomía
Utricularia triloba fue descrita  por Ludwig Benjamin  y publicado en Flora Brasiliensis 10: 248. 1847.
Etimología
Utricularia: nombre genérico que deriva de la palabra latina utriculus, lo que significa "pequeña botella o frasco de cuero".
triloba: epíteto latín que significa «con 3 lóbulos».
Sinonimia
- Utricularia nervosa var. capillaris Benj.
- Utricularia subulata var. inaequalis A. DC[5]